# HMAS Goorangai
HMAS Goorangai (FY47) – australijski trałowiec pomocniczy z okresu II wojny światowej. Był jednym z 35 statków cywilnych zarekwirowanych przez RAN w czasie wojny i przystosowanych do roli trałowców. „Goorangai” był jednym z ośmiu statków należących do Cam & Sons, które weszły do służby w RAN i jednym z dwóch statków tej firmy, które zatonęły w czasie wojny
„Goorangai” zatonął po kolizji z MV „Duntroon” 20 listopada 1940. Był to pierwszy okręt nawodny stracony przez RAN w trakcie działań wojennych, pierwszy okręt nawodny RAN stracony ze stratą wszystkich marynarzy na pokładzie i pierwszy okręt RAN stracony w czasie II wojny światowej.

## Historia

### Goorangai
Parowiec „Goorangai” został zbudowany w należących do rządu Nowej Południowej Walii stoczni State Dockyard w Newcastle w 1919. Statek miał stalowy kadłub, trzycylindrowa maszyna parowa potrójnego rozprężania o mocy 78 KM napędzała pojedynczą śrubę dając mu maksymalną prędkość 9,5 węzła. Długość statku wynosiła 177 stóp (53,94 m), szerokość 22,1 stopy (6,73 m), a zanurzenie około 12 stóp (3,65 m). Pojemność brutto statku wynosiła 223 BRT, net tonnage wynosiła 78.
W 1926 został sprzedany do firmy rybackiej Cam & Sons i zaadaptowany do roli trawlera. Po wybuchu II wojny światowej „Goorangai” wraz z 34 innymi statkami został zarekwirowany przez RAN i przystosowany do roli trałowca pomocniczego. „Goorangai” był jednym z ośmiu statków należących do Cam & Sons, które weszły do służby w RAN i jednym z dwóch statków tej firmy, które zatonęły w czasie wojny (drugim był HMAS „Patricia Cam” zatopiony przez japoński samolot).

### HMAS Goorangai
Po wybuchu wojny statek został zarekwirowany przez RAN 8 września 1939 i przystosowany do roli trałowca pomocniczego. Na okręcie zainstalowano urządzenia trałowe, został także uzbrojony w pojedynczą armatę 12-funtową (76,2 mm). Do służby wszedł jako HMAS „Goorangai” (FY47) 9 października 1939.
Podobnie jak w przypadku wszystkich trałowców pomocniczych większość załogi stanowili rezerwiści RAN, choć w przypadku „Goorangai” po pozyskaniu statku dla RAN 16 z jego marynarzy zdecydowało zaciągnąć się go marynarki. Jednym z nich był szkocki szyper „Goorangai” David McGregor który otrzymał czasowy stopień Commissioned Officer from Warrant Rank i pozostał na stanowisku dowódcy okrętu. Szyprowi „Goorangai” przydzielono doradcę ds. trałowania (minesweeping advisor) był nim komandor podporucznik Gordon W Boyle. Łącznie załogę „Goorangai” stanowiło 3 oficerów i 21 marynarzy.
W październiku 1940 niemiecki rajder „Pinguin” przechwycił na morzu norweski tankowiec „Storstad”. Na zdobyczny statek przeniesiono część min „Pinguina” i już obsadzony niemiecką załogą jako „Passat” zaminował on część wybrzeża Australii. Pod koniec października na minach postawionych przez „Passata” w pobliżu przylądka Wilsons Promontory zatonął parowiec „Cambridge”, a przy Cape Otway zatonął amerykański frachtowiec „City of Wayville” (pierwszy amerykański statek zatopiony w czasie II wojny światowej).
Już po zatonięciach tych statków „Goorangai” i dwa inne trałowce, HMAS „Orana” i „Orana” zostały wysłane go Cieśniny Bassego w celu oczyszczenia jej z min. W nocy 20 listopada 1940 „Goorangai” podążał z Queenscliff do Portsea przez zatokę Port Phillip. Okręt miał zakotwiczyć w Portsea aby rankiem ponowić poszukiwanie min. „Goorangai” szedł zaciemniony (brownout conditions - dozwolone minimalne oświetlenie), widoczność była ograniczony wicher z kierunku południowego. O godzinie 20.37 (20.30 lub 20.45) idący do Sydney transportowiec wojska MV „Duntroon” (także zaciemnieniu) uderzył w śródokręcie „Goorangai” przecinając go w pół. „Goorangai” zatonął w ciągu minuty, ciągnąc na dno całą załogę.
„Duntroon” rozpoczął akcję ratunkową, ale z powodu przepisów wojennych nie mógł włączyć reflektorów aby pomóc w poszukiwaniu rozbitków. Opuścił na wodę szalupy, z pokładu okrętu rzucono kapoki w kierunku dochodzących z wody krzyków, wystrzelono także kilka rac, pomimo wysiłków nie udało się jednak odnaleźć żadnych rozbitków. Wrak „Goorangai” osiadł w płytkiej wodzie na głębokości 15 metrów.
„Goorangai” był pierwszym okrętem nawodnym straconym przez RAN w trakcie działań wojennych, pierwszym okrętem nawodnym RAN straconym ze stratą wszystkich marynarzy na pokładzie i pierwszym okrętem RAN straconym w czasie II wojny światowej.
Pierwsze śledztwo w sprawie kolizji uznało winnym za kolizję dowodzącego „Duntroonem” kapitana Lloyda. W późniejszym czasie został on jednak uniewinniony, śledztwo wykazało, że podstawowym powodem kolizji było nieprawidłowe ustawienia świateł na „Goorangai”. Po zatonięciu okrętu cenzura wojenna wprowadziła zakaz publikacji na temat wypadku i ofiar do czasu poinformowania najbliższych rodzin ofiar śmiertelnych i zaginionych, co w Australii ustanowiło precedens w kwestiach publikacji na temat ofiar śmiertelnych w czasie wojny. 
Pomimo szeroko zakrojonych poszukiwań udało się odnaleźć tylko sześć ciał, wszystkie z nich wydobyto z okrętu. Pięciu marynarzy zostało zidentyfikowanych, ich ciała zostały pochowane na cmentarzach. Ciało niezidentyfikowanego marynarza zostało pochowane w morzu.
Wrak „Goorangai” znajdował się w pobliżu uczęszczanego szlaku morskiego i w styczniu 1941 został rozerwany ładunkiem wybuchowym aby nie stanowił zagrożenia dla innych statków. Obecnie jego resztki pokrywają obszar około 200 metrów kwadratowych. 
Początkowo wrak „Goorangai” nie był objęty żadną ochroną, jako że żadna z federalnych organizacji nie miała prawa nadawać wrakom okrętów statusu grobu wojennego. Taki status wrak otrzymał dopiero w 1995 po wprowadzeniu w życie przez rząd Wiktorii przepisów Victorian Heritage Act w ramach ustawy Victorian Historic Shipwrecks Act. Nurkowanie w pobliżu wraku jest dozwolone, ale nie wolno usuwać czy w jakikolwiek sposób dotykać jego pozostałości.

## Upamiętnienie
W 1981 na wzgórzu w pobliżu miejsca zatonięcia „Goorangai” wzniesiono upamiętniający go cairn, na którym umieszczono nazwiska załogi. W niedzielę 22 listopada 1987 w tym miejscu odbyła się uroczystość upamiętniająca marynarzy, którzy stracili tam życie, a nurkowie umieścili na wraku „Goorangai” wieniec.
Nazwę „Goorangai” nosi nieregularny periodyk wydawany przez Rezerwę Marynarki Wojennej (Occasional Papers of the Royal Australian Naval Reserve Professional Studies Program), którego pierwszy numer ukazał się w listopadzie 2004.